# Forklædning
En forklædning er det at få nogen eller noget til at fremstå som noget andet end det er ved hjælp af udklædning, sminke, ændringer af frisure og andre ændringer af udseendet. Mennesker kan forklæde sig, men man kan også sige, at andre væsener forklæder sig, eller man kan "forklæde" ting.
Der kendes forskellige former for forklædning i forbindelse blandt andet historie, spionage, mytologi, litteratur og madlavning. Man kan bruge forklædning for at opnå fordele, så som informationer eller vinde indpas steder, man ellers ikke ville, som skjul eller flugt. Forklædning kan også bruges for sjov til at skabe en overraskelse eller en absurd situation.

## Naturlig forklædning
Forklædning er almindeligt i naturen, hvor kamuflage og mimicry er udbredte teknikker. Dyr og planter har ofte en udformning der gør, at de kan glide ind i baggrunden i det miljø, de lever i. Det kan opnås ved hjælp af farve eller ændret farve, så som polarræve og kamæleoner, eller form, så som vandrende pinde. Andre kan have mønstre, der efterligner noget farligt eller ændre form til at ligne andre dyr. Planter kan tilsvarende forklæde sig ved at ligne dyr eller andre planter.

## Forklædninger i historien
Indenfor kultur og historie findes der en række eksempler på brug af forklædning. Det kan bruges til at ændre identitet i kortere eller længere tid, for eksempel ved at den forklædte udgiver sig for at tilhøre et andet socialt lag, folkeslag, religion eller køn.
En meget almindelig form for forklædning er crossdressing, hvor man giver sig ud for at have et andet køn, end det man egentlig har. Det kan for eksempel være for at omgå hindrende kønsroller. Der findes således en række eksempler på kvinder, der har forklædt sig som mænd for at kunne blive soldater, søfolk og lignende. Flere hundrede forklædte kvinder kæmpede i den amerikanske uafhængighedskrig. Modsat kan mænd forklæde sig som kvinder for at undgå soldaterlivet eller blive fanget i kamp.
Forklædning der giver indtryk af at have et bestemt arbejde eller stilling kan hjælpe til ved flugt og rejse. For eksempel kunne den hårdt pressede Pave Alexander 3. flygte fra Rom efter at have forklædt sig som en almindelig munk. Svindleren Frank Abagnale rejste verden rundt på gratis flyveture, han kunne få ved at forklæde sig som pilot.
Ved at give sig ud for at tilhøre et andet folkeslag eller religion end man egentlig gør, kan man få adgang steder, der ellers ville være lukkede. Den britiske forsker Richard Francis Burton besøgte Mekka og Medina, hvor kun muslimer har adgang, i midten af 1800-tallet ved at forklæde sig som muslimsk pasjtun. I store dele af 1900-tallet kunne udlændinge kun besøge Tibet i forklædning. Den japanske spion Hisao Kimura kunne på den måde rejse frit omkring i landet forklædt som mongolsk buddhistisk pilgrim.
Lignende forklædninger kan også være til hjælp ved religiøse eller etniske forfølgelser. Under den amerikanske slavetid flygtede ægteparret Ellen og William Craft fra Sydstaterne ved, at den lyshuede kone forklædte sig som en hvid plantageejer. Ved Indiens deling valgte en del religiøse minoriteter hverken at flytte til nye hjemlande eller risikere livet som synlig minoritet men forklædte sig som majoriteten, for eksempel muslimer som sikher.

## Forklædninger i kulturen
Forklædning er ofte et præmis i mytologi og nyere fiktion. I nogle tilfælde forklæde personerne sig på måder, der er fuldt ud mulige, men i andre tilfælde er forklædninger mere fantastiske eller magiske, for eksempel ved at to personer bytter skikkelse.

### Mytologiske forklædninger
Nordisk mytologi har en række eksempler på forklædninger. Odin narrer både mennesker og guder på sine vandringer, sådan som det fremgår af blandt andre Grímnismál, Skáldskaparmál og Hárbarðsljóð. I Þrymskviða forklæder Thor sig som Freja og Loke som terne for at få hammeren Mjølner tilbage fra jætterne. Loke forklæder sig også flere gange for enten at skade eller hjælpe aserne, for eksempel som jættekvinde, der nægter at græde for den døde Balder, eller som hoppe for at lokke hesten Svadilfare fra arbejdet.
Også i græsk og romersk mytologi er det almindeligt at guderne forklæder sig. Zeus (Jupiter) er kendt for at påtage sig en række forskellige former for at komme ind på og siden forfører den han vil have, det være sig som ørn, svane, satyr eller gudinden Artemis. Hans hustru Hera forklæder sig som forskellige mennesker, ofte til brug for sidespring, for eksempel som en gammel kvinde eller en præstinde, og narrer blandt andre Jason og Semele.
I hindumytologien er der en række eksempler på guder, dæmoner, helte og asketer, der bytter skikkelse eller forklæder sig. Sagnet om pandavabrødrene i Mahabharata begynder med en forbandelse mod deres far, fordi han skyder en hjort som parrer sig, der viser sig at være en forklædt rishi (vismand) i hjorteham og hans kone. Senere må de fem pandavaprinser og deres koner forklæde sig som blandt andet brahminer og tenarer. Også guden Krishna optræder forklædt i sagn. I Ramayana narrer to dæmoner Sita væk fra Rama ved at den ene tager form som et dådyr, som Rama jagter, mens dæmonkongen Ravana, forklædt som tiggende asket, lokker Sita ud af sit beskyttende hjem.
I jødisk og kristen tro optræder engle for det meste i menneskeform, nogle gange uden at give sig til kende. I kristne forestillinger kan Djævelen optræder som frister i forskellige former, for eksempel som slange i fortællingen om Syndefaldet, eller som frister i forskellige fortællinger om fromme folk. I Det nye testamente advarer Paulus mod falske apostle og siger, at Djævelen kan forklæde sig som en lysende engel.

### Forklædning som en prøve
I sagn og eventyr kan både gode og onde kræfter optræde i forklædning for at afprøve mennesker. I nosrsk tradition kendes eventyrerne om Vår Herre og Sankt Peter, der vandrer på jorden, hvor de lønner god vilje og tro og straffer gerrighed og manglende gæstfrihed. Motivet kendes også fra romersk tid i Ovids fabel om Baukis og Filemon, hvor Jupiter forklædt som menneske besøger en by for at finde ud af, hvor gæstfrie folk der er, og i Lev Tolstojs kendte fortælling Der, der er kærlighed, der er Gud. Blandt sikher er sagnet om hvordan Guru Gobind Singh forkædte sig for at finde ud af, hvordan sikher egentlig behandler ukendte, meget vigtig for langartraditionen.
Modsat kan fristere i form af djævler eller dæmoner også påtage sig forskellige skikkelser for at lokke folk til synd. Eksempler på djævleforklædninger kan findes i sagnet om helgenen Dunstan, hvor djævelen optræder som en smuk ung kvinde, i Johann Wolfgang von Goethes genfortælling af Faust, hvor djævelen tager form som en stor hund, eller operaen Grisélidis af Jules Massenet, hvor djævelen forsøger at lokke heltinden som en slavehandler og en gammel mand.

### Leg og morskab
Forklædning kan også bruges for sjov. Det er et virkemiddel i mange komedier, hvor der opstår forviklinger ved, at en eller flere figurer er forklædte. William Shakespeare brugte forklædninger til at drive handlingen frem og opnå morsomme misforståelser i flere stykker. En interessant forklædning var kvinder, der optrådte som mænd. På Shakespeares tid blev kvinderoller spillet af unge mænd, hvorved forklædningen i stykket blev dobbelt.
Fra hele verden kendes karnevals- og julebukagtige traditioner, hvor deltagere kan forklæde sig, så ingen kan genkende dem. Det gør det ofte lettere at bryde samfundets normer.
Man kan også bruge forklædning til at gøre grin med folk. I en hændelse kendt som "The Dreadnought Hoax" i 1910 forklædte flere fra Bloomsburygruppen sig som abyssinske kongelige og narrede sig på den måde til en rundvisning på den britiske marines flagskib HMS Dreadnought. Practical jokes med forklædte deltagere er også almindelige i skjult kamera-programmer.

### Forklædte helte
Helte fra mange forskellige traditioner kan forklæde sig, enten for at udføre heltegerningen eller for at skjule sig. Den kinesiske ballade om Mulan fortæller om en kvinder, der forklæder sig som mand for at tage sin fars plads i hæren i et skift af kønsrolle, der er særdeles usædvanlig for det gamle Kina.
I moderne historier om superhelte lever de ofte et dobbeltliv, hvor omverdenen ikke må kende deres identitet som superhelte. Superman lever for eksempel som Clark Kent til daglig, mens Batman og Spiderman maskerer sig for at skjule deres virkelige identiteter som Bruce Wayne og Peter Parker. Fantomet maskerer sig både, når han slås mod skurke, og når han forklæder som en "almindelig mand" i mødet med omverdenen.

### Forklædte skurke
Skurke bruger også mange forskellige forklædninger. I nogle historier er skurkene ikke menneskelige men forklæder sig, så de ser ud som om de er. I fortællinger og film støder man på forklædte ånder, dæmoner, robotter, rumvæsener og andre. I mange slags folketro er der væsener, der kan tage menneskeform, som den nordiske huldra, det armenske monster nhang der kan tage form som en kvinde, og de japanske åndedyr kitsune (ræv), bakeneko (kat), tanuki (mårhund), mujina (grævling) og jorougumo (edderkop).

## Ting
Ting kan forklædes som noget helt andet end det det er af forskellige grunde, det være sig for sjov, for at skjule noget, eller til spionage. Ved indretning og landskabsarkitektur kan forskellige teknikker bruges til at skjule forskellige ting så som vægge, døre, elektriske apparater, pengeskabe og lignende.

## Madlavning
Forklædt mad findes i mange forskellige sammenhænge og er kendt lige fra Romerriget og frem til vore dage. Elegante forklædte retter var en vigtig del af festmåltider i middelalderen og blev brugt som underholdning og statussymbol i England og Frankrig. Eksempler på sådanne retter (kendt som soltetie eller entremet) kunne være en kage udformet som en fisk, eller gris og hane sat sammen og serveret som fabeldyret "cockentrice".
I moderne tid kan madvarer forklædes til festlige lejligheder, som jul med for eksempel fruits déguisés (forklædt frugt) eller halloween med retter der ser makabre ud. Det kan også bruges til at skjule mindre populære men sunde madvarer som fisk eller grøntsager.